# Gwatemala na Mistrzostwach Świata w Lekkoatletyce 2013
Gwatemala na Mistrzostwach Świata w Lekkoatletyce 2013 – reprezentacja Gwatemali podczas czempionatu w Moskwie liczyła 6 zawodników.

## Występy reprezentantów Gwatemali

### Mężczyźni
| Konkurencja   | Zawodnik       | Runda 1  | Runda 1 | Półfinał | Półfinał | Finał        | Finał   |
| Konkurencja   | Zawodnik       | Rezultat | Pozycja | Rezultat | Pozycja  | Rezultat     | Pozycja |
| ------------- | -------------- | -------- | ------- | -------- | -------- | ------------ | ------- |
| Maraton       | Jeremias Saloj | —        | —       | —        | —        | 2:20:40 (SB) | 33.     |
| Chód na 20 km | Erick Barrondo | —        | —       | —        | —        | DSQ          | DSQ     |
| Chód na 20 km | Anibal Paau    | —        | —       | —        | —        | 1:30:54      | 47.     |
| Chód na 20 km | Jaime Quiyuch  | —        | —       | —        | —        | 1:23:24      | 13.     |

### Kobiety
| Konkurencja   | Zawodnik      | Runda 1  | Runda 1 | Półfinał | Półfinał | Finał        | Finał   |
| Konkurencja   | Zawodnik      | Rezultat | Pozycja | Rezultat | Pozycja  | Rezultat     | Pozycja |
| ------------- | ------------- | -------- | ------- | -------- | -------- | ------------ | ------- |
| Chód na 20 km | Mirna Ortiz   | —        | —       | —        | —        | DSQ          | DSQ     |
| Chód na 20 km | Mayra Herrera | —        | —       | —        | —        | 1:30:59 (PB) | 14.     |